# Казеи-Джерола
Казеи-Джерола (итал. Casei Gerola) — коммуна в Италии, располагается в регионе Ломбардия, подчиняется административному центру Павия.
Население составляет 2535 человек, плотность населения составляет 106 чел./км². Занимает площадь 24 км². Почтовый индекс — 27050. Телефонный код — 0383.
Покровителем коммуны почитается святой Фортунат Касейский, празднование в третье воскресение октября.